# Moskali, Cernihiv
Moskali (în ucraineană Москалі) este un sat în comuna Șîbîrînivka din raionul Cernihiv, regiunea Cernihiv, Ucraina.

## Demografie
Componența lingvistică a localității Moskali
     Ucraineană (100%)
Conform recensământului din 2001, toată populația localității Moskali era vorbitoare de ucraineană (100%).